# Glacier Agassiz (Alaska)
Pour l’article homonyme, voir Glacier Agassiz.
Le glacier Agassiz est un glacier de vallée situé dans la chaîne Saint-Élie dans le Sud de l'Alaska (États-Unis) et dans une moindre mesure sur le territoire canadien.
Le glacier a été nommé par William Libbey, membre de l'expédition du New York Times en 1886, d'après Louis Agassiz (1807-1873), naturaliste suisso-américain.

## Géographie
La zone d'alimentation du glacier Agassiz est située sur le flanc sud du mont Malaspina, au nord de la frontière canado-américaine. Le glacier de 25 km de long est alimenté par le glacier Newton. Les trois kilomètres de large du lobe glaciaire s'épanchent d'abord dans une direction sud-ouest, puis dans une direction sud-est. De l'ouest, le glacier Libbey rencontre le glacier Agassiz. Ils fusionnent finalement dans le glacier Malaspina, qui se jette enfin dans le golfe d'Alaska.